# Pterophorus ischnodactyla
Pterophorus ischnodactyla là một loài bướm đêm thuộc họ Pterophoridae. Nó được tìm thấy ở Nam Phi, Bahrain, Oman, Yemen, Iraq, Israel, Liban, Syria, Thổ Nhĩ Kỳ, Pakistan, Mông Cổ, Libya, Algérie, Ukraina và miền nam châu Âu.
Ấu trùng ăn Convolvulus cantabrica.